# Liste der Monuments historiques in Saint-Mard-sur-le-Mont
Die Liste der Monuments historiques in Saint-Mard-sur-le-Mont führt die Monuments historiques in der französischen Gemeinde Saint-Mard-sur-le-Mont auf.

## Liste der Objekte
| Bezeichnung                         | Beschreibung                                                    | Standort                       | Kennzeichnung | Schutzstatus | Datum | Bild |
| ----------------------------------- | --------------------------------------------------------------- | ------------------------------ | ------------- | ------------ | ----- | ---- |
| Hauptaltar                          | Altartisch und Baldachin; Holz, farbig gefasst, 19. Jahrhundert | in der Kirche St-Médard (Lage) | PM51002351    | Inscrit      | 1975  |      |
| Tür                                 | mit Einfassung; Holz, 18. Jahrhundert                           | in der Kirche St-Médard (Lage) | PM51002350    | Inscrit      | 1975  |      |
| Sakristeischrank                    | Holz, 18. Jahrhundert                                           | in der Kirche St-Médard (Lage) | PM51002348    | Inscrit      | 1975  |      |
| Adlerpult                           | Holz, 18. Jahrhundert                                           | in der Kirche St-Médard (Lage) | PM51002352    | Inscrit      | 1975  |      |
| Marienaltar                         | Altartisch; Holz, 18. Jahrhundert                               | in der Kirche St-Médard (Lage) | PM51002347    | Inscrit      | 1975  |      |
| Epitaph für Jean-Baptiste Lerebours | Kupfer, bezeichnet 1777                                         | in der Kirche St-Médard (Lage) | PM51002349    | Inscrit      | 1975  |      |